# Мелкионна, Фернанда
Фернанда Мелкионна-и-Силва (Мелкиона, порт. Fernanda Melchionna e Silva; родилась 2 февраля 1984 года) — бразильская политическая деятельница, бывшая банковская служащая и библиотекарь. Представляет Партию социализма и свободы (PSOL) и штат Риу-Гранди-ду-Сул в качестве федерального депутата с 2019 года.

## Личная жизнь
Фернанда Мелкионна заинтересовалась политикой в юном возрасте; в возрасте тринадцати лет вместе со своими родителями она протестовала против неолиберальной политики приватизации тогдашнего президента Бразилии Фернанду Энрики Кардозу. Вернувшись в Алегрети, она участвовала вместе со своим отцом, Раулем Силвой да Силвой, в Партии трудящихся (ПТ).
Хотя Мелкионна и её семья изначально были членами Партии трудящихся, но она вышла из неё, будучи недовольной политикой Лулы да Силвы за его первый президентский срок. Близкая к также покинувшей ПТ Лусиане Женру, она участвовала в основании Партии социализма и свободы (PSOL) в 2005 году.
До того, как стать политиком, Мелкионна работала банковским клерком в Banrisul. Она также имеет степень по библиотечному делу от Федерального университета Риу-Гранди-ду-Сул, где входила в академический совет и Центральный студенческий совет.

## Политическая карьера
Связанная с низовыми общественными движениями, Фернанда на своих первых успешных выборах в городской совет Порту-Алегри в 2008 году набрала 2984 голоса. В 2012 году она была переизбрана, за неё было отдано 7214 голосов — лучший результат среди женщин-кандидаток. А на выборах в совет Порту-Алегри в 2016 году Мелкионна оказалась первой уже среди всех кандидатов вообще, получив наибольшее количество голосов — 14 630.
Будучи членом городского совета, она отстаивала права человека (в 2013 году она возглавила Комитет по правам человека горсовета), а также вопросы, связанные с общественным транспортом: от снижения стоимости проезда на автобусах и улучшения обслуживания до идеи полностью бесплатного общественного транспорта. Вместе с другим членом совета и своим однопартийцем по PSOL Педру Руасом она стала автором проекта, по которому проспект, названный в честь организатора военного переворота и президента времён диктатуры Кастелу Бранку был переименован в проспект Законности и демократии.
На всеобщих парламентских выборах 2018 года Мелкионна была десятой по количеству (114 302) завоёванных голосов (и первой среди женщин-кандидаток) из кандидатов в штате Риу-Гранди-ду-Сул, будучи избранной в федеральную Палату депутатов от PSOL. В апреле 2019 года она вступила в должность в парламенте МЕРКОСУР. С февраля по август 2020 года она была лидером фракции PSOL в Палате депутатов.
Была предварительным кандидатом PSOL на выборах мэра Порту-Алегри 2020 года (её заменой был объявлен бывший футбольный арбитр Марсиу Шагас да Силва). Она предложила другим левым партиям, в частности ПТ и Коммунистической партии Бразилии, провести праймериз для выдвижения единой кандидатуры, но те отклонили это предложение. Фернанда закончила выборы на пятом месте, а во втором туре, как и остальные женщины-кандидатки, представлявшие левый спектр, поддержала коммунистку Мануэлу д’Авилу.
На выборах 2022 года она была переизбрана федеральным депутатом от Партии социализма и свободы (PSOL) в Палате депутатов 57-го созыва (2023—2027), набрав 199 894 голоса. В 2022 году подписала манифест «Право на сопротивление» с призывом к солидарности с феминистками и народом Украины против российского вторжения.